# 印旛沼事件
印旛沼事件（いんばぬまじけん）とは、1971年（昭和46年）8月に発生した日本共産党（革命左派）神奈川県委員会メンバーによる同志粛清殺人事件である。

## 概要
日本共産党（革命左派）神奈川県委員会（京浜安保共闘）（以下、革命左派）（後に共産主義者同盟赤軍派と統合し連合赤軍となる）は、連合赤軍結成以前から「山岳ベース」を構築し、射撃訓練などを行っていた。
ところが、1971年（昭和46年）夏にメンバーのA（男性）とB（女性）が脱走したことにより、これらの活動が警察に漏れる可能性が出て来たため、組織防衛のためとして2人を殺害したのがこの印旛沼事件である。
永田洋子・坂口弘ら革命左派幹部は、当初は2人の殺害を念頭においておらず、ベースに連れ戻して牢獄の中で反省を促すことを計画していたと主張している。だが、赤軍派のリーダー森恒夫が2人の粛清を提案したこと、AとBの脱走後の動静に警察へのベース発覚の危機感をつのらせたことなどから、「組織防衛のため」として二人の「処刑」を決定し殺害した。
1971年8月3日、女性メンバーが酒盛りをやると称して、Bを誘い出し、睡眠薬入りの飲み物を飲んで寝静まったBを車に乗せて印旛沼近辺に連れ出した後、絞殺。8月10日、Aも誘い出したが、警戒して一切飲み食いせず、早く帰ろうとしていたため、「処刑執行役」全てがAを押さえつけて、タオルで絞殺した。2人は千葉県印旛沼に掘られた穴に埋められた。
この「処刑」によって、革命左派メンバーは「同志殺害」という一線を越えたことになり、これが後に12人を殺害する山岳ベース事件を生み出す温床となったとされる。

## 事件の経過

### 山岳ベースへの集結・Aの脱走
1971年2月 - 17日、逮捕され獄中にあった日本共産党（革命左派）神奈川県委員会最高指導者川島豪の奪還のため、獄外の革命左派メンバーが栃木県の銃砲店から多数の散弾銃や弾丸類を強奪。これにより実行犯メンバーのみならず、獄外指導者の永田洋子や坂口弘も指名手配される身となった。永田らは警察の捜索を逃れるため新潟県を経て、3月上旬から札幌市のアジトでの潜伏生活を余儀なくされた。警察の厳しい捜索に神経をすり減らされる生活の中でいつしか川島の奪還という当初の目的は忘れられ、やがて永田が国内での行動が困難であることを理由に軍事訓練を兼ねての中国亡命を主張しだした。しかし札幌潜伏メンバーを含めた多くのメンバーの反対にあうことになり、それでも自説を曲げなかった永田に大半がやむなくこれに従うという状況であった。また、永田はこの頃これまでの爆弾を中心とした闘争を捨てて「銃を軸とした闘い」を行うことを主張しだした。
1971年4月 - 合同を模索していた共産主義者同盟赤軍派の呼びかけに応じて永田と坂口が他のメンバーを潜伏先の札幌に残して上京。2人は至る所に自身の指名手配写真が貼られている都内での移動に神経をすり減らししていた。そこで坂口が隠れ場所として山岳地にアジト（山岳ベース）を作ることを提起。永田も同意し、永田が学生時代にワンダーフォーゲルで行った奥多摩の雲取山を山岳ベース候補地に決める。
5月末 - 小袖鍾乳洞の廃屋をアジトに決定（小袖ベース）。札幌潜伏メンバーの中から寺岡恒一が上京。札幌潜伏メンバーで取りまとめた内容として、永田を常任委員長から外す改組案を提出し、中国亡命論の非現実性や「銃を中心とした闘い」論を「銃に固執するのはナンセンス」として永田を批判するが永田に反論され寺岡は改組案を取り下げた。山岳をアジトに設定したことにより中国行きの必然性は失われたため、永田は中国亡命論は撤回したものの「銃を中心にした闘い」という方針は改めなかった。札幌から山岳ベースに呼び寄せられた吉野雅邦らも「銃を中心にした闘い」について永田を批判するが、永田は自説を曲げず最終的に吉野らが永田の意見に合わせる形となった。同じ頃に半合法部メンバーを非合法部メンバーに引き入れて入山させることが決定され、A、Bを含むメンバーが入山。小袖ベースでの共同生活が始まる。
6月5日頃 - Aが永田、坂口、寺岡に「小説も書きたいし、大学も行きたい」からと下山の意向を表明。寺岡と坂口が説得するとAは下山の意向を取り下げたが、その翌日の射撃訓練中に脱走する。離脱者の発生を受けて、全員の持ち金を徴収。
数日後、Bも交際相手に会いたいからと下山の希望を申し出たが、他のメンバーに説得されて思い留まる。
6月9日、10日 - 革命左派の拡大党会議。革命左派の合法部である京浜安保共闘に所属し、Aの恋人でもあったC他数名に入山を要請し、Cらの入山が決定。会議では永田が掲げた「銃を軸にした建闘建軍武装闘争」に反対していた寺岡・吉野らが自己批判して永田の意見に賛成の意を表明するなど、「銃を軸にした闘い」という党方針の確認が取られた。この際、Aを革命左派に誘った合法部メンバーが坂口に「Aを放っておいていいんですか？」と質問。坂口は「そうせざるを得ない」と答えた。この時、何らかの対策を立てていればA殺害は免れたかもしれないとして後の裁判において坂口はこのメンバーに激しく詰られたという。
6月15日頃 - B、脱走未遂。坂口らが止めようとするのをBが拒絶しようとしたため、坂口がBを殴り、小屋に入れる。Fが「山を降りるのは自由だ」といい、Cが「居たくないというならやむを得ない」と言ったが、永田は「自由にすれば組織が危うくなる」と反論した。Dは「闘争は自発的に行うものだから逃げ出そうとするものを無理に止めるのはナンセンス」と主張。永田は脱走は裏切り行為に繋がるとしてこのDの発言を批判。Bに見張りが必要だというEの主張により見張りがつけられた数日後、Bは落ち着きを取り戻し、脱走しようとしたことを自己批判した。
7月12日 - 永田とともに下山していた女性メンバーFが永田との待ち合わせ場所に現れず。Fは以後山岳ベースに戻ることはなかった（事実上の脱走）。

### B脱走と殺害方針の決定
7月15日 - Aの交際相手でもあった女性メンバーCがAの脱走後の動静を永田に報告。「親戚の家に来ていた私服刑事と酒を飲み、スリルを楽しんだと言っていた」「山岳ベースを舞台にした小説を書いている」という内容。いずれもベース発覚の恐れがある言動であり、Cは永田に「Aを殺るべきだ」と言ったという。永田はAの脱走を放置していた組織的誤りを認めつつも、CによるA殺害の提案には回答しなかった。
同日、交番襲撃計画の調査のために他メンバーとともに下山していたBがメンバーの隙をついて脱走したことが発覚。永田はCから聞いた脱走後のAの言動を坂口と寺岡に話し、AとBについて3人で協議。この時は寺岡による「牢屋案」（2人をベースに連れ戻し、牢屋に入れて反省を促すというもの）が支持された。
同じ頃、メンバー間でFの脱走についても話題に上がったが、Bの脱走が交番調査中であったことから「敵対行為」として問題視されていたため、Fの脱走はほとんど問題にされなかったという。
7月19日 - 上京して共産主義者同盟赤軍派の森恒夫と接触した永田と坂口がAとBの脱走の問題を話すと、森は「スパイや離脱者は処刑すべきではないか」と答える。坂口はこの森の発言を一般論を述べたものとして重く受け止めなかったという。
7月21日 - CがAとBのその後の動静を報告。Aは山岳ベースを舞台にした小説を3分の2以上書き上げたといい、Bは周囲や合法部メンバーに「山に行って来た」「山から降りてせいせいした」と話していたという内容。永田は危機感をつのらせ、永田が「牢獄でやっていけるかしら？」と言ったのに対し、寺岡が「殺るか？」と言い、これに永田が「うん」と言ったことにより処刑が決定された。坂口は無言で同意の態度をとった。この決定を受けて寺岡は「あとは軍に任せてくれ」と言ったという。

### 赤軍派の処刑計画
7月23日頃 - 永田と坂口は赤軍派の森に2人の処刑決定を告げる。森は赤軍派も同じ問題を抱えていることを明かし、処刑することを決定したことを告げ、永田と坂口にも「殺るべきだ」と言った。坂口はこのやりとりで殺害方針に踏ん切りをつけたという。
7月31日 - 赤軍派坂東隊隊長の坂東國男が森からの指令として脱走して警察に通報しようとするなどしていた坂東隊女性メンバーの処刑方針を坂東隊メンバーに伝える。これに対し坂東と坂東隊メンバーは協議の結果、警察に行かないことを条件に女性メンバーの隊からの離脱を認めた。こうして赤軍派の処刑方針は回避されることになった。後に坂東がこの判断を森に報告するが森は何もいわなかったという。

### 殺害の実行
7月末 - 寺岡により処刑計画が明かされる。女性メンバーG、Hに酒盛りの相手をさせ、酒に入れた睡眠薬で眠らせて外へ連れ出し、寺岡、吉野、Eの3人（男性メンバーDとJは牢屋案の時から消極的な態度をとっていたので実行犯から除外された）で殺害し、遺体の埋葬は千葉県の印旛沼周辺にするというもの。遺体を運ぶに当たって他に運転免許を持っているメンバーがいなかったため、入山したばかりの女性メンバーIが運転手となることが決まった。突然の指名に吉野は躊躇したが「自分の内にその離脱者と共通した『弱さ』や『非組織性』を感じるがゆえに、この与えられ課された任務を、自分の感情に流され負けることなくやりぬかねばならぬといった自己叱咤の思いを抱いて」結局引き受ける。吉野からAとBの問題を処刑計画があることを明かされずに聞いたJは「人民内部の問題を暴力で解決するのは間違いだと思う」と主張。
8月3日 - Iが「任務を明らかにしないと運転しない」と言ったことを受けて寺岡らが計画を伝えるとIは拒絶。吉野らの説得により、Iは了承。
夕方、BとG・Hによる酒盛りが始まる。待機していた坂口に対し寺岡がHの電話連絡によるとして「Bが合法部隊として活動したいと言っている」と遠慮がちに報告。坂口はこの寺岡の報告に対し、日頃強いことを言っている寺岡への対抗意識から「一度決まったことは覆せない」と突き放した。
午後11時ごろ、Bが寝込んだ知らせを受けて、寺岡らはBを車に乗せる。Bは目を覚まし、「騙された」とうなだれたという。印旛沼に到着すると実行犯3人で暴行の後、首を絞めてBを殺害。Bの遺体は衣服を剥ぎ取られ全裸にされた上で実行犯らによってスコップで掘った穴の中に遺棄された。
永田と坂口は一晩中アジトで待ち、永田は落ち着かず、立ったり座ったりを繰り返していた。4日朝方、寺岡らが戻り、寺岡が低い声で「殺ったぞ」と報告。Iは自分で歩くことができず、寺岡に抱えられて入って来た。寺岡ら男性メンバーはすぐ眠りについたがIは永田に「どうしても納得できない」と繰り返し訴えた。
8月4日 - ベースに戻った吉野がAとBのことを伏せたままメンバー達に「軍に入った者がその任務を放棄し離脱することは、“銃による遊撃戦”に敵対してしまうことになり絶対に許されない。われわれは、われわれの中にある、彼らと同じような傾向と、今後厳しく闘い、払拭していかなければならない……」と発言。吉野にとってこの発言は「Aさん殺害を通して私自身か肝に銘じたことを、いわば決意表明したもの」であったといい、以後吉野は「“下山ー逃亡は死罪に値する大罪”という不文律で自らを縛り、戒めていくことになった」という。
8月8日 - 坂口が永田と2人だけになった際に「処刑に何か暗いものを感じる」と発言。永田は寺岡と3人で話すことにし、寺岡は坂口に対し「今頃になって、そんなこといわれても困るじゃないですか」と言い、3人の会議は処刑の理由を再確認するに留まった。
8月9日 - 永田が森にB殺害を報告。森は赤軍派が処刑を回避したことを言わなかった。森は永田との会議から帰ったあと坂東に「革命左派はスパイを1人処刑した」と報告。坂東が「本当にスパイだったのか？ どんなことをしたのか、どうして摘発したのか？」と聞いても暗い顔をして黙っているだけだったという。
8月10日 - C・G・Hの3人が東京都小平市のアパートにAを呼び出すが、Aは警戒して何も飲食しなかった。弟と待ち合わせがあるからと帰ろうとするAをCが倒れこむふりをして引き留めた。Aが何も口にしようとしないことをHから聞いた寺岡らは、吉野の提案によりAを連れ出す前に気絶させることにし、吉野・Eが「泊まるところがないから泊めてくれ」と偶然来合わせたように装ってアパートを訪れたところ、Aが帰ろうとしたため、吉野・Eによりその場でAを絞殺。引き留め役だったG・Hら女性メンバーも暴れるAを抑えるのに加勢する結果となった。G・Hはこの時までAを殺害する計画だったことを知らなかった。Aの元恋人でもあったCは殺害が行われる間手で目を覆っていたという。遺体はIの運転により印旛沼に運ばれ、B同様全裸にされた上で埋められた。
8月中旬 - 革命左派のベースを坂東が訪問。永田は坂東にA殺害を明かし、「力があれば牢獄に入れておくこともできたかも知れないが、それをやる力もなかったのでしかたなくやりました」と発言。坂東によればその時の永田は「それについては何も言わせないという迫力があった」という。自派に戻った坂東は森に「2人目処刑」について報告すると、森は「またやったのか！ もはやあいつらは革命家じゃないよ！」と、じっとうつむいたという。
この2名の殺害は組織内において公にされず、関与したメンバー以外の大半には1972年3月の事件発覚まで知らされなかった。

## その後
本事件に運転手として関わったIは事件後精神的に不安定になり、脱走未遂をするなどしたことから、その後山岳ベース事件の被害者となった。殺害の実行役として本事件に関わったEも事件後恋人の元に行き、活動を辞めたいと言い出し、一旦は恋人とともにベースに戻るが、1971年11月に恋人とベースを脱走し、翌日に名古屋で逮捕された。
事件後、脱走未遂したIが「私も殺して埋めてよ」と叫ぶなどし、A・Bと同時期に脱走していたFを連れ戻すとしてそのまま失踪した男性メンバーに関してEが「俺はあいつを殺すのは嫌だ」と言い、Eが一度脱走未遂した際に吉野が「何で、何でだよ、殺されちゃうんだぞ」とEを泣きながら詰問するのを見た永田は関与メンバーの中で「脱走即処刑」と考えられていることを感じ、動揺したという。

## 事件発覚
本事件後、革命左派は赤軍派と本格的に合流し、連合赤軍として山岳ベース事件、あさま山荘事件を経て、1972年3月に生存メンバー全員が逮捕された。逮捕後の取り調べにより山岳ベース事件が明らかになる過程で、森恒夫に聞かされて本事件の存在を知っていた連合赤軍の赤軍派出身メンバーが「合流前の革命左派単独による同志粛清事件」として本事件の存在を明らかにした。その後、吉野雅邦の供述を元に1972年3月25日に埋められていた2体の遺体が発見された。本事件の関与メンバーの内、多くのメンバー（寺岡、C、G、I）が山岳ベース事件においてすでに死亡していたため、吉野は事件の実行犯として詳細を知る数少ないメンバーの1人であった。

## 裁判
裁判は本事件後に革命左派が赤軍派と合流して連合赤軍を結成してから起こした山岳ベース事件やあさま山荘事件 などとと併せて扱われ、吉野雅邦は12名が殺害された山岳ベース事件や3名が殺害されたあさま山荘事件よりも本事件における責任を強く追及されている。1979年の吉野の第一審判決における石丸俊彦裁判長の判決文では「のちの山岳ベース事件の十二名に対する場合と異なり、吉野にはこれを拒否する自由が残されていた」、「その犯情は、いかなる弁護をも許されないほど悪質であり、その刑事責任は重大である。その重さは後の山岳ベースの十二名に対するものより遥かに重い」とされ、他の事件への加担と併せて無期懲役を言い渡されている。
また、石丸は「印旛沼事件の主犯は永田洋子である」と位置づけ、「処刑の理由は表向のものに過ぎず、その内実の理由は、組織のことよりも永田が警察に逮捕されることを極度に恐れており、逮捕されることによって自己の指導者としての地位と権力を喪失に至るであろうことを恐れ、あくまでも逮捕を免れて指導者としての地位と権力を保持せんとするためであった。（中略）そしてその実行者として寺岡や被告人吉野を選んだのは、寺岡、被告人吉野、Eも含めて、いわゆる札幌残留グループのメンバーであり、小袖ベースに入山のころ、そろって永田の批判派に廻っており、（中略）永田が自己の指導体制を維持してゆくためには、この三名を仲間殺害の共犯に仕立てることにより、逆に自己の体制の協力者としてその傘下にいれようとするものであった」と認定した。永田は第一審の検察の論告において「自己の刑責を自ら殺害した者や自殺を遂げた者に押し付けるなどして、卑劣な弁解に終始し、真の反省の態度は全く認められない」とされたが、永田は「発案者は寺岡」と主張し続けた。1981年の永田・坂口ら連合赤軍統一組の中野武男裁判長による第一審判決では「殺害した理由に組織防衛的要素があったことを否定するものではないが、そして被告人坂口はまさにその見地から同意したのであるが、しかし被告人永田には右目的のほかAらによって傷つけられた指導者としての自尊心と、逮捕の危険性を作り出したものに対する怒りが心底に存し、これを晴らす意図もあった」とし、本事件を「後にくる山岳ベースリンチ殺人の下地を作った」と位置づけ、永田の刑事責任を「他の共犯者に隔絶して重大である」とした。また、坂口については「永田の奸策を阻止することができたのは、被告人坂口をおいてはなかった」とし、事件中坂口が「遅疑逡巡し、できればこれを回避したかった」と供述する一方で「殺害反対を表明したことは一度もなかった」ことから坂口の本事件に対する刑事責任は「永田に次いで重大である」とされた。
永田には山岳ベース事件などへの関与も含めて死刑判決が言い渡されている。坂口弘も山岳ベース事件、あさま山荘事件などへの関与と合わせて死刑判決が言い渡されている。

## その他
- 本事件の半年ほど前の1971年1月ごろにも革命左派内において女性メンバーの殺害計画があったという。このメンバーは具体的な根拠もなく一方的にスパイ疑惑をかけられ、殺害計画が立てられたものの、この時は組織との連絡をとれないようにして関係を絶つことで殺害は回避された。このような形で革命左派との関係を一方的に絶たれたこのメンバーは、事件から40年が経ちほとんど支援者がいなくなった確定死刑囚の坂口弘を陰で支える活動を現在も続けているという[6]。
- 後に連合赤軍最高幹部となる赤軍派の森恒夫は同時期に起きた赤軍派・革命左派の離脱問題において、「処刑」（本事件）を遂行した革命左派に対して、「処刑」を回避した組織のリーダーとして一種のコンプレックスを感じていたと考えるメンバーもいる[7]。森は後の革命左派メンバーによる赤軍派女性メンバーへの批判を受けて、本事件の存在を赤軍派メンバーに明らかにした上で「山を降りる者は殺す」と宣言している。